# 山崎闇斋
山崎闇斋（日语：山崎闇斎，1619年—1682年），日本江户时代学者，日本京都人，垂加神道的創始者。早年讀四書五經，曾剃髮为僧，后因接觸朱子學而还俗，並以朱子學解釋神道思想，推動尊皇，他常年致力于宗教思想领域研究，将各种思想加以结合，开馆授徒，自成一家。影响了日本思想学术的发展。著作有《辟异》、《垂加文集》、《文会笔录》等。弟子有佐藤直方、浅见纲斋、三宅尚斋、正親町公通等。